# Barnaba (Inqubahereï)
Barnaba (imię świeckie Birhane Mesqel Inqubahereï, ur. 10 czerwca 1976) – duchowny Etiopskiego Kościoła Ortodoksyjnego, od 2017 biskup Wag Hemra. Sakrę biskupią otrzymał 16 lipca 2017.